# York (Pensylwania)
York, zwane też Miastem Białej Róży – miasto położone w południowo-centralnej Pensylwanii. W 2010 roku populacja miasta wynosiła 43 806 ludzi. York jest centralną siedzibą hrabstwa Yorku.
W mieście rozwinął się przemysł maszynowy, odzieżowy, papierniczy, elektrotechniczny, meblarski oraz spożywczy.